# Comamonas koreensis
Comamonas koreensis es una bacteria gramnegativa del género Comamonas. Fue descrita en el año 2002. Su etimología hace referencia a Corea del Sur. Es aerobia e inmóvil. Tiene un tamaño de 0,4-0,6 μm de ancho por 1-1,5 μm de largo, y crece individual o en parejas. Catalasa y oxidasa positivas. Temperatura de crecimiento entre 10-37 °C, óptima de 30 °C.  Se ha aislado de humedales en Corea del Sur. 